# Himalaíte
Himalaíte (ao tempo grafado himalayite) foi um explosivo desenvolvido em 1906 por Manuel António Gomes, o Padre Himalaia, fabricado com recurso a produtos de origem vegetal e mineral, económicos e fáceis de obter.

## Descrição
A himalaíte é uma mistura ternária ou quaternária de um clorato ou perclorato alcalino ou alcalino-terroso com um hidrato de carbono e um óleo apropriado. A fabricação é rápida, fácil e isenta de riscos.
O produto é estável, sendo pouco sensível ao choque, fricção ou trepidação. Conserva-se bem, não sendo sensível à luz, temperatura ou humidade.
Foi produzido em Portugal a partir de 1911 pela empresa Companhia Himalayite, a qual construiu uma fábrica de explosivos na Quinta da Caldeira, no Barreiro
Apesar de considerado adequado para granadas e projécteis explosivos, não teve apreciável utilizção militar, tendo sido usado em pedreiras, minas e actividades agro-florestais e silvícolas, nomeadamente para a abertura de covas para plantio de árvores.